# Ірина Березіна
Ірина Березіна (Ірина Березіна-Фельдман; нар. 7 липня 1965, Київ) — австралійська, раніше радянська, шахістка, міжнародний майстер (1999), майстер спорту СРСР (1985).

## Біографія
1981 року в складі збірної Української РСР перемагала на Спартакіаді школярів у Вільнюсі, а 1982-го на Всесоюзних Юнацьких іграх у Ленінграді. Учасниця фіналів чемпіонатів СРСР з шахів серед жінок. Закінчила шахове відділення Київського інституту фізичної культури і спорту. Після розпаду СРСР переїхала до Австралії.
У 1993 році за розподіл першого місця в зональному турнірі в Джакарті отримала титул міжнародного майстра серед жінок (WIM).
У 1995 році повторно виграла зону Азії й здобула право взяти участь у Міжзональному турнірі в Кишиневі, де набрала 5,5 очок з 13.
1999 року перемогла на чемпіонаті Австралії серед жінок. Того ж року виконала норму міжнародного майстра (IM) в чемпіонаті Океанії з шахів, набравши 6 очок з 9. П'ять разів (2002, 2005, 2007, 2011, 2013) перемагала на чемпіонатах Океанії серед жінок.
Тричі брала участь у чемпіонатах світу серед жінок. 2006 року в Єкатеринбурзі програла в першому колі Суббараман Віджаялакшмі. 2012 року в Ханти-Мансійську в першому колі поступилася французькій шахістці Марі Себаг. 2015 року в Сочі поступилася в першому колі Олександрі Костенюк.
Шість разів грала за жіночу збірну Австралії на шахових олімпіадах (1994, 1996, 2000, 2002, 2004, 2006) років, кожного разу на першій шахівниці.
Працює шаховим тренером у Сіднеї разом із чоловіком — міжнародним майстром Володимиром Фельдманом. У 2005 році отримала звання старшого тренера ФІДЕ.

## Зміни рейтингу
| На цьому місці має відображатися графік чи діаграма, однак з технічних причин його відображення наразі вимкнено. Будь ласка, не видаляйте код, який викликає це повідомлення. Розробники вже працюють для того, щоби відновити штатне функціонування цього графіка або діаграми. | |
| | На цьому місці має відображатися графік чи діаграма, однак з технічних причин його відображення наразі вимкнено. Будь ласка, не видаляйте код, який викликає це повідомлення. Розробники вже працюють для того, щоби відновити штатне функціонування цього графіка або діаграми. |